# Acadèmia d'Art de Letònia
L'Acadèmia d'Art de Letònia (en letó: Latvijas Mākslas akadēmija) és una institució d'educació superior i recerca científica sobre l'art, que es troba a Riga, capital de Letònia.

## Programa
L'Acadèmia ofereix cinc camps d'estudi:
- L'art visual amb pintura, art gràfic, tèxtil;
- Arts plàstiques visuals - escultura, ceràmica, art en vidre;
- Disseny - disseny funcional, disseny de metall, art ambiental, art de moda;
- Audiovisual medi art - comunicació visual, escenografia;
- Història de l'Art - Arts Visuals i Història i Teoria de l'Art, restauració.

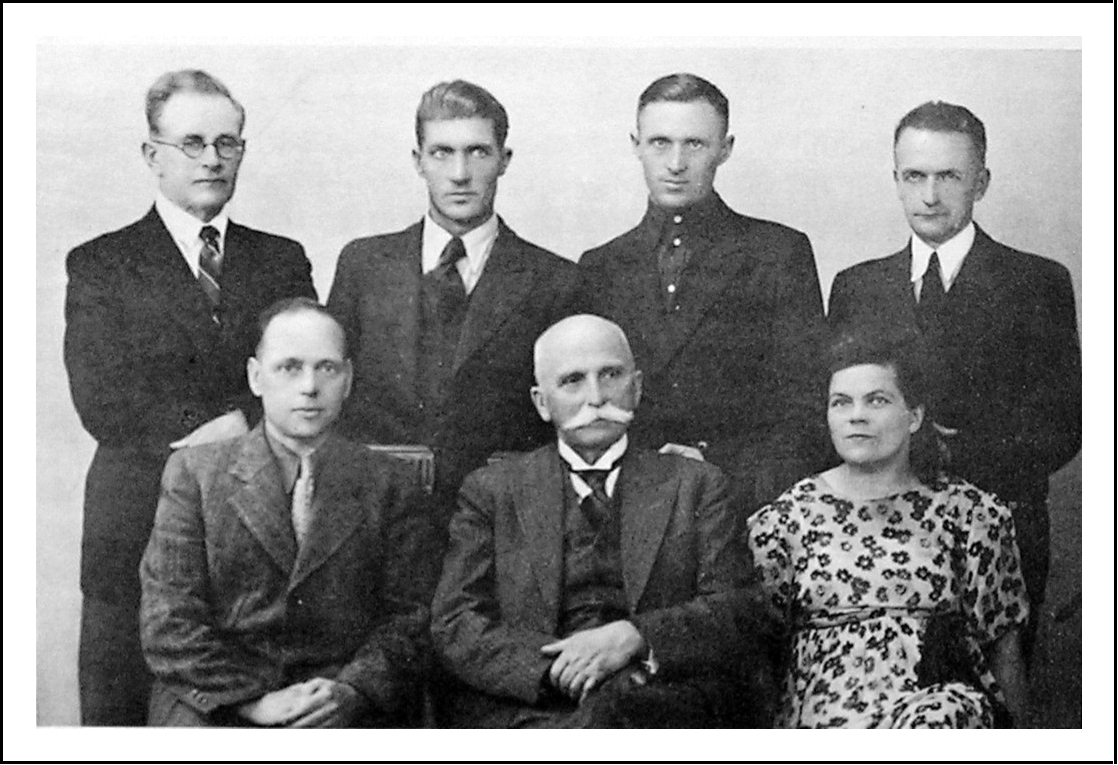
Graduació a l'Acadèmia d'Art de Letònia, 1942. Martins Krumins està assegut el primer a l'esquerra. Al centre el professor Vilhelms Purvitis.